# Оганес Даніелян (боксер)
Оганес Даніелян (вірм. Հովհաննես Դանիելյան; 11 квітня 1987) — вірменський боксер, чемпіон та призер чемпіонатів Європи.

## Спортивна кар'єра
На чемпіонаті Європи 2006 Оганес Даніелян переміг В'ячеслава Гожана (Молдова) і Пал Бедака (Угорщина), а у півфіналі програв Давиду Айрапетяну (Росія) і отримав бронзову медаль.
На чемпіонаті світу 2007 після двох перемог програв у чвертьфіналі тайцю Амнату Руенроенгу і кваліфікувався на Олімпійські ігри 2008.
На Олімпіаді в першому бою переміг Томаса Ессомба (Камерун), а в другому — програв Біржану Жакипову (Казахстан) — 7-13.
Того ж року на чемпіонаті Європи переміг трьох суперників, серед них — Хосе де ла Ніеве (Іспанія) у фіналі, і став чемпіоном.
На чемпіонаті світу 2009 після двох перемог програв у чвертьфіналі майбутньому чемпіону Пуревдоржийн Сердамба (Монголія).
На чемпіонаті Європи 2010 переміг Дениса Шкарубо (Україна), а у півфіналі програв Ельвіну Мамішзаде (Азербайджан).
На чемпіонаті Європи 2011 програв за очками в першому бою Хосе де ла Ніеве (Іспанія), а на чемпіонаті світу 2011 програв в першому бою нокаутом Іноуе Наоя (Японія).
На чемпіонаті Європи 2013 програв в першому бою Давиду Айрапетяну (Росія) і завершив кар'єру.